# Eva Karlsson
Eva Karlsson (21 settembre 1961) è un'ex canoista svedese.

## Palmarès
- Giochi olimpici

Los Angeles 1984: argento nel K4 500 metri.
- Mondiali - Velocità

Nottingham 1981: bronzo nel K4 500 metri.